# Saujil (ort)
Saujil är en ort i Argentina.   Den ligger i provinsen Catamarca, i den norra delen av landet, 1 200 km nordväst om huvudstaden Buenos Aires. Saujil ligger 1 651 meter över havet och antalet invånare är 320.
Terrängen runt Saujil är varierad. Trakten runt Saujil är nära nog obefolkad, med mindre än två invånare per kvadratkilometer.. Närmaste större samhälle är Fiambalá, 14,2 km söder om Saujil.
Trakten runt Saujil är ofruktbar med lite eller ingen växtlighet.